# Merbabu
El mont Merbabu (en indonesi: Gunung Merbabu) és un estratovolcà que es troba a la província de Java Central, a l'illa de Java, Indonèsia. El Merbabu té dos cims, el Syarif (3.119 metres) i el Kenteng Songo (3.145 metres). Tres valls radials, en forma d'U, s'estenen des del cim de Kenteng Songo fins al nord-oest, nord-est i sud-est.
L'actiu Mont Merapi es troba al seu costat sud-est, mentre la ciutat de Salatiga es troba al vessant septentrional. Una àmplia collada a 1.500 msnm uneix ambdós volcans. El poble de Selo es troba en aquesta collada, on hi ha terres de conreu molt fèrtils.

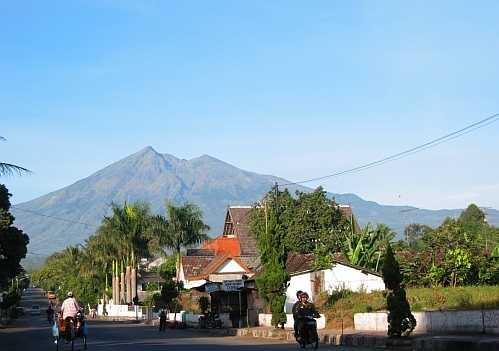
Vista del Mont Merbabu des de Salatiga

Es té coneixement de dues erupcions moderades el 1560 i el 1797. La del 1797 va ser valorada com a 2: Explosiva a l'índex d'explosivitat volcànica. Una erupció no confirmada hauria tingut lloc el 1570.
Les erupcions, geològicament recents, es van originar a partir d'un sistema de fissures orientades al nord-nord-oest-sud-sud-est que travessava el cim i alimentava les abundants colades de lava dels cràters Kopeng i Kajor, als flancs nord i sud respectivament.
Diferents rutes permeten l'ascensió del Merbabu. La majoria surten de la vila de Kopeng, a la cara nord-est, però també n'hi ha que ho fan des de Selo, al vessant meridional. Depenent del lloc de sortida l'ascensió dura de 5 a 8 hores.
Una part de la muntanya de 57 km² fou declarada parc nacional el 2004.